# Kesecik
Kesecik is een dorp in het Turkse district Korgun en telt 142 inwoners (2000).

## Verkeer en vervoer

### Wegen
Kesecik ligt aan de nationale weg D765.
Centrale districtsplaats (İlçe Merkezi): Korgun
Gemeenten (Beldeler): Geen
Dorpen (Köyler):
Buğay · Çukurören · Dikenli · Gümüşdüven · Ildızım · İkiçam · Karatekin · Karatepe · Kayıçivi · Kesecik · Maruf · Yolkaya